# Françoise Guimbert
Françoise Guimbert est une chanteuse réunionnaise de maloya née le 7 juin 1945 à Saint-Benoît (La Réunion) et morte le 25 mars 2022 dans la même ville.

## Biographie
Née le 7 juin 1945 à Saint-Benoît dans un milieu pauvre, Françoise Guimbert est élevée par sa sœur aînée qui prend en charge la fratrie de sept enfants, lorsque leurs parents disparaissent précocement. Elle en est la cinquième. Elle abandonne l'école au CM1 pour s'occuper de ses neveux et nièces, puis devient employée de maison à l'âge de 12 ans auprès de plusieurs familles successivement, à Saint-Benoît, à Saint-Denis, puis de nouveau à Saint-Benoît, quand elle entre au service d'une professeur de musique et de piano et ce pendant 18 ans jusqu'en 1986 à la mort de celle-ci. C'est en écoutant les cours de solfège donnés par sa patronne à d'autres enfants qu'elle en acquiert les rudiments. La vieille dame l'encourage aussi à écrire, elle compose alors ses premières chansons.
Elle meurt le 25 mars 2022.

### Carrière
Françoise Guimbert forme avec Nathalie Natiembé et Christine Salem, les représentantes féminines actuelles du maloya : voix, présence scénique, textes ancrés dans le quotidien, l'identité réunionnaise.
Auteur, compositeur, interprète, percussionniste, douée et déterminée, elle connaît un premier succès avec le maloya Tantine Zaza en 1978, qui lui vaut son surnom actuel. Le titre est enregistré au studio Royal à Saint-Joseph avec René Lacaille.
Elle crée ensuite le groupe Voulvoul, composé de dix-huit personnes, musiciens, danseurs et danseuses. Elle est alors la première femme à créer un groupe de maloya, le milieu du séga et du maloya étant à cette époque largement masculin.
Avec le titre Ça gâte pas, produit en 1982, elle connaît un nouveau succès.
Elle a aussi chanté dans le Groupe folklorique de la Réunion avec Maxime Laope et Alain Peters,. Lors d'un plateau commun, Benoîte Boulard la désigne comme son héritière musicale.
Au début des années 1990, elle se perfectionne en percussions traditionnelles auprès de Bernadette Ladauge, dans le cadre des C.E.S. musique mis en place par le Conseil général de la Réunion. A son tour, elle s'investit auprès des jeunes en leur donnant la possibilité de découvrir la musique. Elle crée à Saint-Benoît une association de quartier, Pomme d'Aco, dans laquelle elle propose d'initier les jeunes à la musique, au chant, à la danse et au théâtre, autour de la culture réunionnaise et de la protection de la nature. S'en suivra la formation du groupe Bleu indigo. Elle est comédienne à Cyclone productions et au Théâtre Talipot. Elle intervient aussi en milieu scolaire.
En 1996, elle enregistre avec Danyel Waro l'album Sega la pente, une incursion du côté du séga, autre musique populaire réunionnaise. L'album Paniandy créé en 2001 reprend des morceaux réarrangés sous l'égide du producteur Christophe David. Puis portée par la vague de la world music, elle part faire une tournée internationale, dans l'océan Indien, en Europe, en Australie, de 2002 à 2004.
Elle est accompagnée sur scène par de jeunes musiciens, les Soulpaks.
La reconnaissance officielle est tardive : sociétaire de la SACEM en 2006, Chevalier de la Légion d'honneur en 2014 en même temps que Firmin Viry, Chevalier de l'ordre des arts et des lettres en 2010, avec Fred Espel et Narmine Ducap.
En 2016, Françoise Guimbert fête ses 45 années de scène à la Cité des arts lors d'un concert associant des musiciens invités.

## Discographie
- 1978 : Tantine Zaza (face A), Mi aime voyazé (face B). Royal. 45 Tour
- 1989 : A moins même la race. Cassette
- 1996 : Sega la pente (avec Danyel Waro). Oasis production
- 2001 : Paniandy, 2001. Mélodie.
- 2004 : Déboulonné. Deux-titres
- 2017 : Tantine Zaza, sur la compilation Oté maloya : the birth of electric maloya on Reunion island 1975-1986, La basse tropicale, Strut records[12]